# Falconarese 1919
L'Associazione Sportiva Dilettantistica Falconarese 1919, nota semplicemente come Falconarese, è una società calcistica italiana con sede nella città di Falconara Marittima (AN).

## Storia
Il 24 agosto 1919 viene fondata l'Unione Sportiva Falconarese che si fa promotrice di vari sport tra i quali anche quello del calcio. Durante i primi decenni della propria storia disputa campionati di Terza, Seconda e Prima Divisione, sino al 1950 quando vince il campionato di Prima Divisione Marche approdando in Promozione Interregionale (allora un campionato semiprofessionistico, il quarto livello del calcio italiano) e dove ci rimane per due stagioni: nella prima riuscì a salvarsi giungendo terza in uno spareggio salvezza contro cinque squadre, tutte giunte a pari merito a fine campionato.
Il periodo storico migliore per la squadra bianco-verde inizia negli anni '70 nel massimo torneo regionale, la Promozione, nel quale è sempre fra le prime classificate (tre volte seconda e per due volte sconfitta nello spareggio promozione) sino al trionfo nel campionato 1977-1978 che la fa ritornare così in Serie D dove vi partecipa per otto campionati consecutivi.
Il tracollo della Falconarese inizia nel 1986 con una doppia retrocessione che la trascina in Prima Categoria; dagli anni '90 in poi la squadra bianco-verde staziona prevalentemente nel settimo livello del campionato di calcio italiano, con qualche sporadica apparizione in Promozione e in Eccellenza, non riuscendo più a tornare ai fasti vissuti negli anni '70-'80.
Nel 2013, dopo la retrocessione dal campionato di Promozione, i bianco-verdi non si iscrivono al campionato inferiore ma ripartono da quello di Seconda Categoria. 
Tre anni dopo la squadra tocca il fondo: perdendo il play-out contro il Victoria Strada sprofonda per la prima volta in Terza Categoria. 
Nell'estate 2016 la società non si iscrive all'ultimo torneo del calcio italiano e scompare. Contemporaneamente un gruppo di ex dirigenti rifonda la società con il nome di Falco 1919 che, indossando i colori biancoverdi, si pone come obiettivo quello di ereditare il titolo sportivo della Falconarese. La Falco 1919 di fatto prende il posto della vecchia società, partecipa al torneo di Terza Categoria che poi vince. Nell'estate 2017 il sodalizio cambia nome in Falconarese 1919. Nel campionato 2018-2019 di Seconda Categoria, vincendo ai playoff tutte e quattro le partite, sale in Prima Categoria.

## Colori
I colori della Falconarese sono il bianco e il verde. La prima maglia è a strisce verticali bianco-verdi con pantaloncini bianchi. La seconda maglia è quasi interamente bianca con risvolti verdi.

## Palmarès

### Competizioni regionali (5º livello)
- Prima Divisione: 1

1949-1950
- Prima Categoria: 1

1963-1964
- Promozione: 1

1977-1978